# Göteborgs borgerskaps militärkårer
Göteborgs borgerskaps militärkårer var ett militärförband i Göteborg som sattes upp av Göteborgs magistrat och Göteborgs borgerskap. Förbandet sattes upp under 1620-talet, och upplöstes på kunglig befallning 1793.

## Historia
Göteborgs borgerskap och Göteborgs magistrat var åtminstone sedan Riksdagen 1624 ansvarig för att i staden sätta upp borgarbeväpning. I beslutet från riksdagen förklaras följande:
| ” | Alla Rikzens Innbyggiare, så månge som hemma sittia I Städerne ock på landet, skola låta sig munstra, skrifwa i Roother och förskaffa sig efter embnet wärior och byssor; och ingen ware där före frij, ehoo han äre. | „ |

Vid Riksdagen 1625 samt även vid Riksdagen 1675 förnyades denna försäkran och man lovade att:
| ” | ...med all wår macht och Man ur huset ställa oss till mootwärn i fall nöden thet ässka skulle. | „ |

Under slutet av 1700-talet utfärdade kung Gustav III noggranna bestämmelser angående borgarbeväpningen. Förbandet fick nu namn av Göteborgs borgerskaps militärkårer. Under Teaterkriget och Gustav III:s ryska krig åren 1788-1790 gjorde Borgerskapets militärkårer vakttjänst i staden, så att reguljära förband kunde friställas för behovet vid fronten. Exempelvis så var Garnisonsregementet i Göteborg placerat vid fronten i Finland och de deltog bland annat under Slaget vid Svensksund.
Man hade även under Hattarnas ryska krig gjort samma vakttjänst åren 1742-1743.
Kåren upplöstes formellt den 21 juli 1793, detta då statssekreteraren Mathias Rosenblad skrev till landshövdingen i Göteborgs och Bohus län Johan Beck-Friis att:
| ” | ...hwarföre Kongl. Majt godtfunnit, det ingen armering eller exercering af Städernas Borgerskap må företagas, så framt icke Kongl. Majt uppå wederbörande Landshöfdingars underdåniga anmälan skulle wid särskildta tillfällen därtill i nåder samtycka, hwarom jag på nådig befallning får äran Herr Baron och Landshöfdingen underrätta. | „ |

Borgerskapet hade då sedan länge minskat att vara effektiv militär resurs, utom möjligen vid vakttjänst. De var snarare en god resurs vid eldsvåda. Den 15 november 1805 utfärdades därför nya regler där Borgerskapet bildade särskilda nattpatruller till häst, för att övervaka staden, och minska faran för brand.

### Organisation
Redan under 1650-talet etablerades den organisation som därefter gällde i stort till nedläggningen. Chef för militärkårerna var sedan 1660-talet stadsmajoren, som även förde befäl över Borgerskapets militärkompani (stadsvakten).
Förbandet bestod av både infanteri och kavalleri, och dessa kallas ibland för Borgerskapets infanteri respektive Borgerskapets kavalleri. 1789 uppsattes på Gustav III:s inrådan även ett artillerikompani i Göteborg, detta då den i staden förlagda artilleribrigaden hade blivit försvagad.

### Styrkeförhållanden
1789 bestod kåren av ca 800 man inom infanteriet, som var fördelade på totalt sex kompanier, till detta kom en mindre ihopsatt kavalleriavdelning. Artillerikåren som bildades 1789 skulle totalt bestå av 1 major, 2 adjutanter, 9 officerare, 15 underofficerare samt 300 konstaplar och hantlangare.

### Uniform
Uniformen bestod för infanteridelen av kåren under 1760-talet av blå rock och svarta byxor. Infanteriets livkompani hade dessutom silvergalon samt vit kokard i hatten, portepé i silver. Patrontaska som bar stadens vapen i form av en försilvrad sköld, bokstäverna LC för Lif-Compagniet samt fyra försilvrade granater. Detta då livkompaniet var grenadjärer vid kåren.
Det finns sedan uppgifter om att uniformen under senare delen av 1700-talet var grönfärgad, med rundkulliga hattar med plymer.